# Neunkirchen-lès-Bouzonville
Pour les articles homonymes, voir Neunkirchen.
Neunkirchen-lès-Bouzonville [nœnkiʁʃən lɛ buzɔ̃vil] est une commune française située dans le département de la Moselle en région Grand Est et le bassin de vie de la Moselle-Est. Localisée dans le pays de Nied, sur la frontière franco-allemande et dans la Moselle Thioise où l'on parle le francique, le village porte aussi le nom de Nongkerchen. Il est jumelé d'amitié avec la commune de Monthoiron où de nombreuses familles ont été évacuées durant la Seconde Guerre mondiale.

## Géographie
Neunkirchen-lès-Bouzonville se trouve dans le département français de la Moselle. La commune est frontalière avec l'Allemagne. La ville de Bouzonville est à environ 10 minutes du village.

### Communes limitrophes
|           |                             | Schwerdorff                     |
| Colmen    | Neunkirchen-lès-Bouzonville | Rehlingen-Siersburg (Allemagne) |
| Filstroff | Guerstling                  |                                 |

### Hydrographie
La commune est située dans le bassin versant du Rhin au sein du bassin Rhin-Meuse. Elle est drainée par le ruisseau Remel et le ruisseau le Dusbach.
Le Remel, d'une longueur totale de 15,2 km, prend sa source dans la commune de Kirschnaumen et se jette  dans la Nied en Allemagne, après avoir traversé six communes.

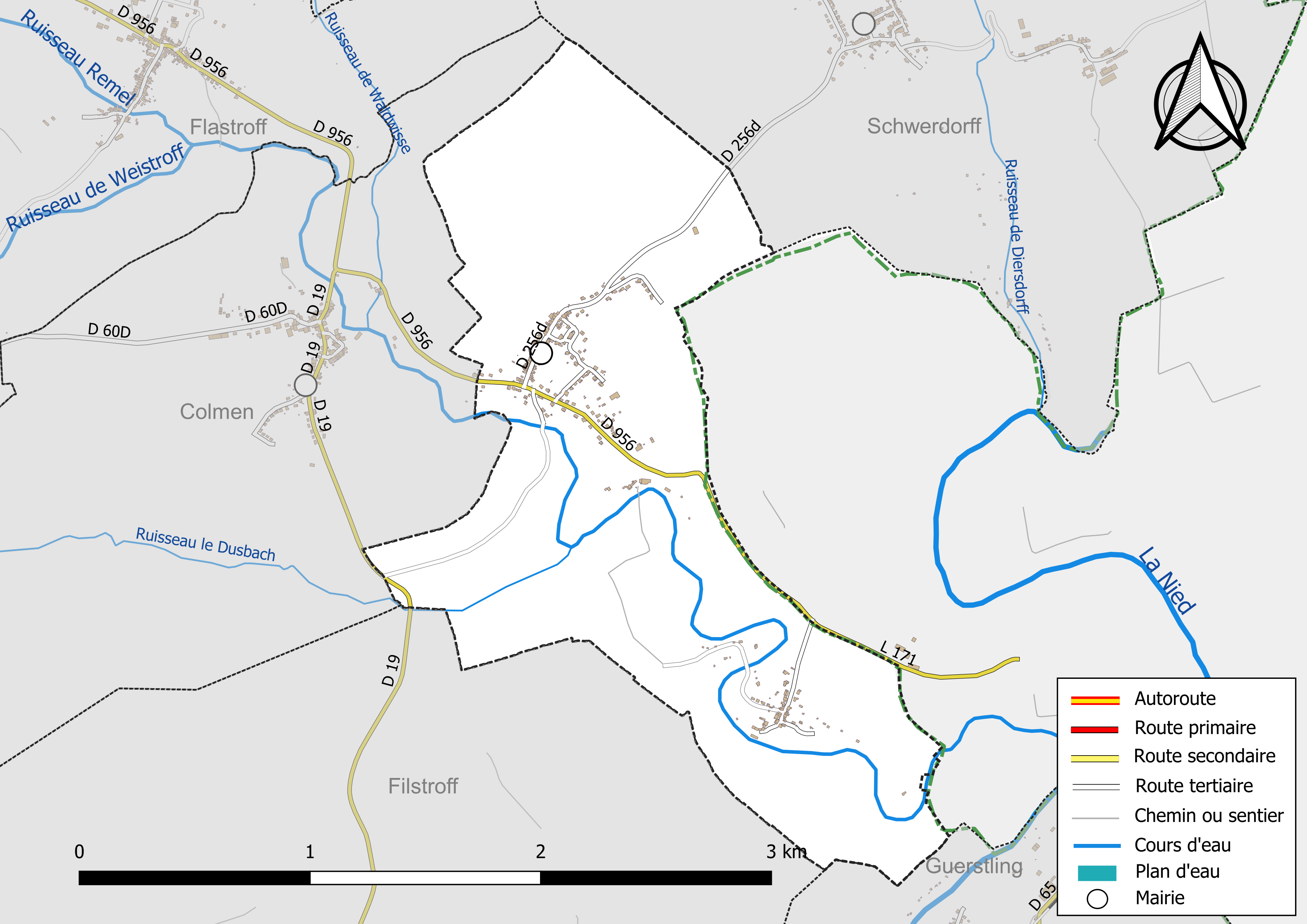
Réseaux hydrographique et routier de Neunkirchen-lès-Bouzonville.

La qualité des eaux des principaux cours d’eau de la commune, notamment du ruisseau Remel, peut être consultée sur un site spécial géré par les agences de l’eau et l’Agence française pour la biodiversité. Ainsi en 2020, dernière année d'évaluation disponible en 2022, l'état écologique du ruisseau Remel était jugé moyen (jaune).

### Climat
Pour des articles plus généraux, voir Climat du Grand Est et Climat de la Moselle.
En 2010, le climat de la commune est de type climat des marges montargnardes, selon une étude du Centre national de la recherche scientifique s'appuyant sur une série de données couvrant la période 1971-2000. En 2020, Météo-France publie une typologie des climats de la France métropolitaine dans laquelle la commune est exposée à un climat semi-continental et est dans la région climatique  Lorraine, plateau de Langres, Morvan, caractérisée par un hiver rude (1,5 °C), des vents modérés et des brouillards fréquents en automne et hiver. 
Pour la période 1971-2000, la température annuelle moyenne est de 9,7 °C, avec une amplitude thermique annuelle de 16,9 °C. Le cumul annuel moyen de précipitations est de 866 mm, avec 12,4 jours de précipitations en janvier et 9,6 jours en juillet. Pour la période 1991-2020, la température moyenne annuelle observée sur la station météorologique de Météo-France la plus proche, « Malancourt », sur la commune d'Amnéville à 32 km à vol d'oiseau, est de 10,2 °C et le cumul annuel moyen de précipitations est de 884,1 mm. 
La température maximale relevée sur cette station est de 39,3 °C, atteinte le 25 juillet 2019 ; la température minimale est de −17,9 °C, atteinte le 5 janvier 1985,,. 
Les paramètres climatiques de la commune ont été estimés pour le milieu du siècle (2041-2070) selon différents scénarios d'émission de gaz à effet de serre à partir des nouvelles projections climatiques de référence DRIAS-2020. Ils sont consultables sur un site spécial publié par Météo-France en novembre 2022.

## Urbanisme

### Typologie
Au 1er janvier 2024, Neunkirchen-lès-Bouzonville est catégorisée commune rurale à habitat dispersé, selon la nouvelle grille communale de densité à sept niveaux définie par l'Insee en 2022.
Elle est située hors unité urbaine et hors attraction des villes,.

### Occupation des sols
L'occupation des sols de la commune, telle qu'elle ressort de la base de données européenne d’occupation biophysique des sols Corine Land Cover (CLC), est marquée par l'importance des territoires agricoles (89,4 % en 2018), en diminution par rapport à 1990 (99,5 %). La répartition détaillée en 2018 est la suivante : 
zones agricoles hétérogènes (47,2 %), terres arables (21,5 %), prairies (20,7 %), zones urbanisées (10,1 %), forêts (0,5 %). L'évolution de l’occupation des sols de la commune et de ses infrastructures peut être observée sur les différentes représentations cartographiques du territoire : la carte de Cassini (XVIIIe siècle), la carte d'état-major (1820-1866) et les cartes ou photos aériennes de l'IGN pour la période actuelle (1950 à aujourd'hui).

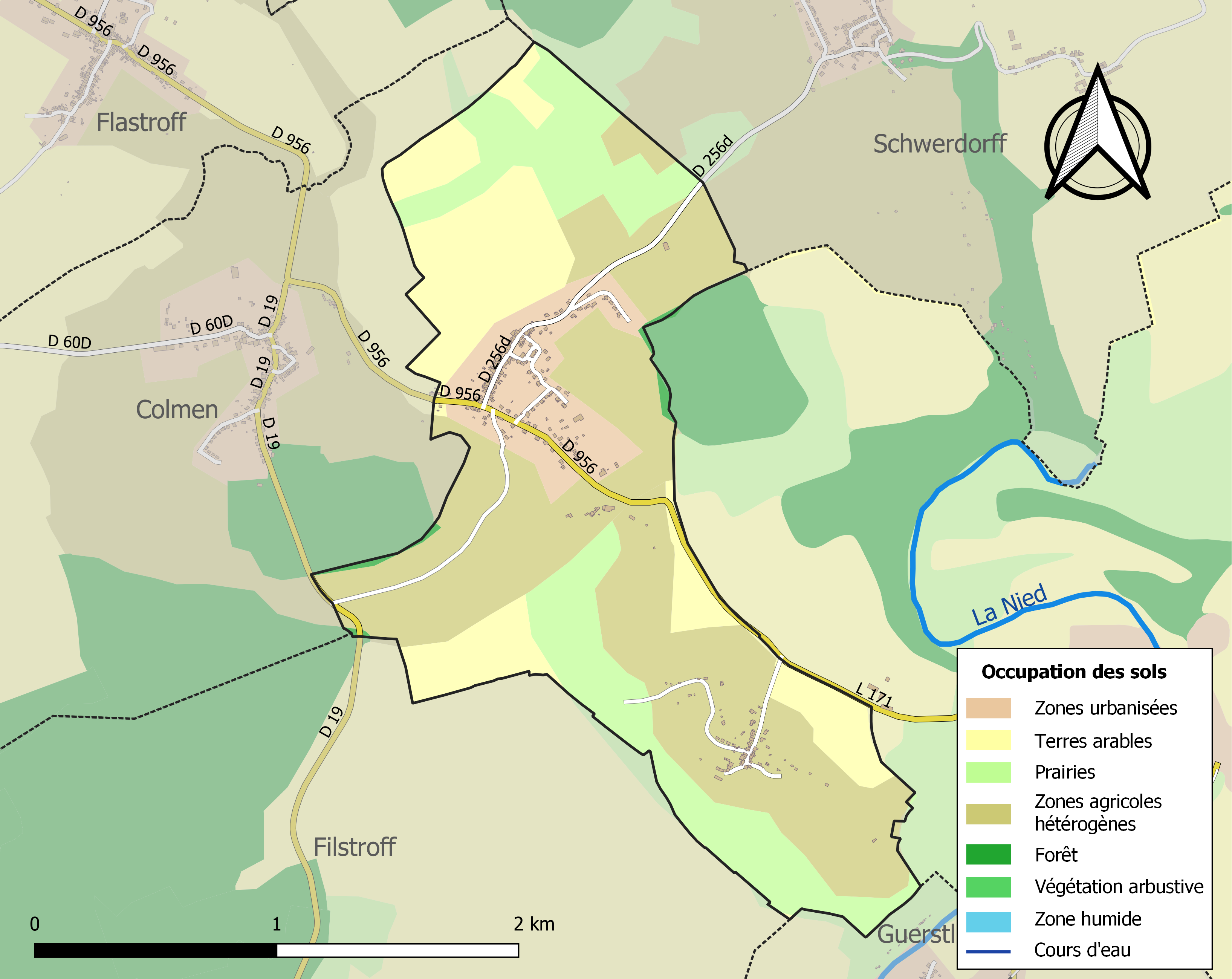
Carte des infrastructures et de l'occupation des sols de la commune en 2018 (CLC).

## Toponymie
- Du germanique neu + kirche au pluriel : « nouvelles églises »[14]. Ou du platt nong + kirche au pluriel : « neuvième église » ou « neuf églises ».
- Nunkirka (XIIe siècle), Nunkrichen (1303), Nunkierchin (1339), Nikeirich (1429), Neykirchen (1591), Neunkirich (1722), Nunkirchen (1756)[15], Neunkirchen les Bouzonville (1793), Nunkirchen (1801), Neunkirchen-lès-Bouzonville (1931)[16].
- En francique lorrain : Nongkérchen.

## Histoire
- Dépendait de l'ancien duché de Lorraine et du diocèse de Trèves.
- Tenu en fief par le seigneur de Haën de Bourg-Esch.
- Relevait de la prévôté de Sierck.
- Neunkirchen a été réunie a Schwerdorff de 1811 à 1837. A ensuite absorbé Rémeldorf la même année.

## Politique et administration
| Période                                  | Période   | Identité            | Étiquette | Qualité |
| ---------------------------------------- | --------- | ------------------- | --------- | ------- |
| mars 1989                                | juin 1995 | Albert Junges       |           |         |
| juin 1995                                | mars 2008 | René Kenens         |           |         |
| mars 2008                                | mars 2014 | Roland Lanfrit      |           |         |
| mars 2014                                | mai 2020  | Roland Lanfrit      |           |         |
| mai 2020                                 | En cours  | François Ettenhuber |           |         |
| Les données manquantes sont à compléter. |           |                     |           |         |

## Démographie
L'évolution du nombre d'habitants est connue à travers les recensements de la population effectués dans la commune depuis 1800. Pour les communes de moins de 10 000 habitants, une enquête de recensement portant sur toute la population est réalisée tous les cinq ans, les populations de référence des années intermédiaires étant quant à elles estimées par interpolation ou extrapolation. Pour la commune, le premier recensement exhaustif entrant dans le cadre du nouveau dispositif a été réalisé en 2004.

En 2022, la commune comptait 333 habitants, en évolution de −3,2 % par rapport à 2016 (Moselle : +0,52 %, France hors Mayotte : +2,11 %).
| 1800 | 1806 | 1841 | 1861 | 1866 | 1871 | 1875 | 1880 | 1885 |
| ---- | ---- | ---- | ---- | ---- | ---- | ---- | ---- | ---- |
| 163  | 146  | 369  | 382  | 400  | 318  | 393  | 350  | 301  |

| 1890 | 1895 | 1900 | 1905 | 1910 | 1921 | 1926 | 1931 | 1936 |
| ---- | ---- | ---- | ---- | ---- | ---- | ---- | ---- | ---- |
| 257  | 240  | 248  | 235  | 272  | 259  | 244  | 241  | 251  |

| 1946 | 1954 | 1962 | 1968 | 1975 | 1982 | 1990 | 1999 | 2004 |
| ---- | ---- | ---- | ---- | ---- | ---- | ---- | ---- | ---- |
| 236  | 227  | 260  | 224  | 211  | 229  | 249  | 297  | 316  |

| 2006 | 2009 | 2014 | 2019 | 2022 | - | - | - | - |
| ---- | ---- | ---- | ---- | ---- | - | - | - | - |
| 313  | 332  | 339  | 330  | 333  | - | - | - | - |

## Culture locale et patrimoine

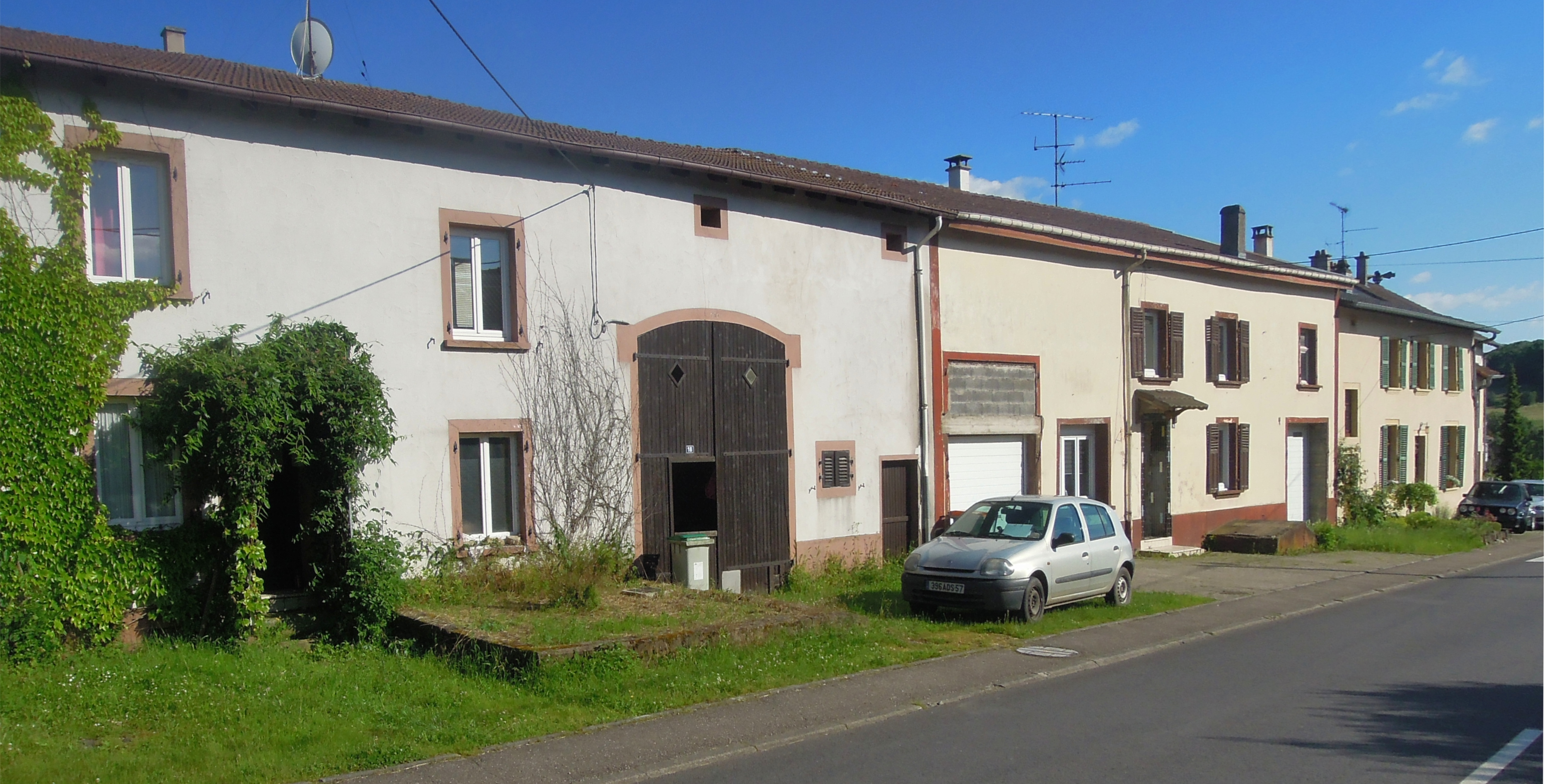
Maisons traditionnelles.

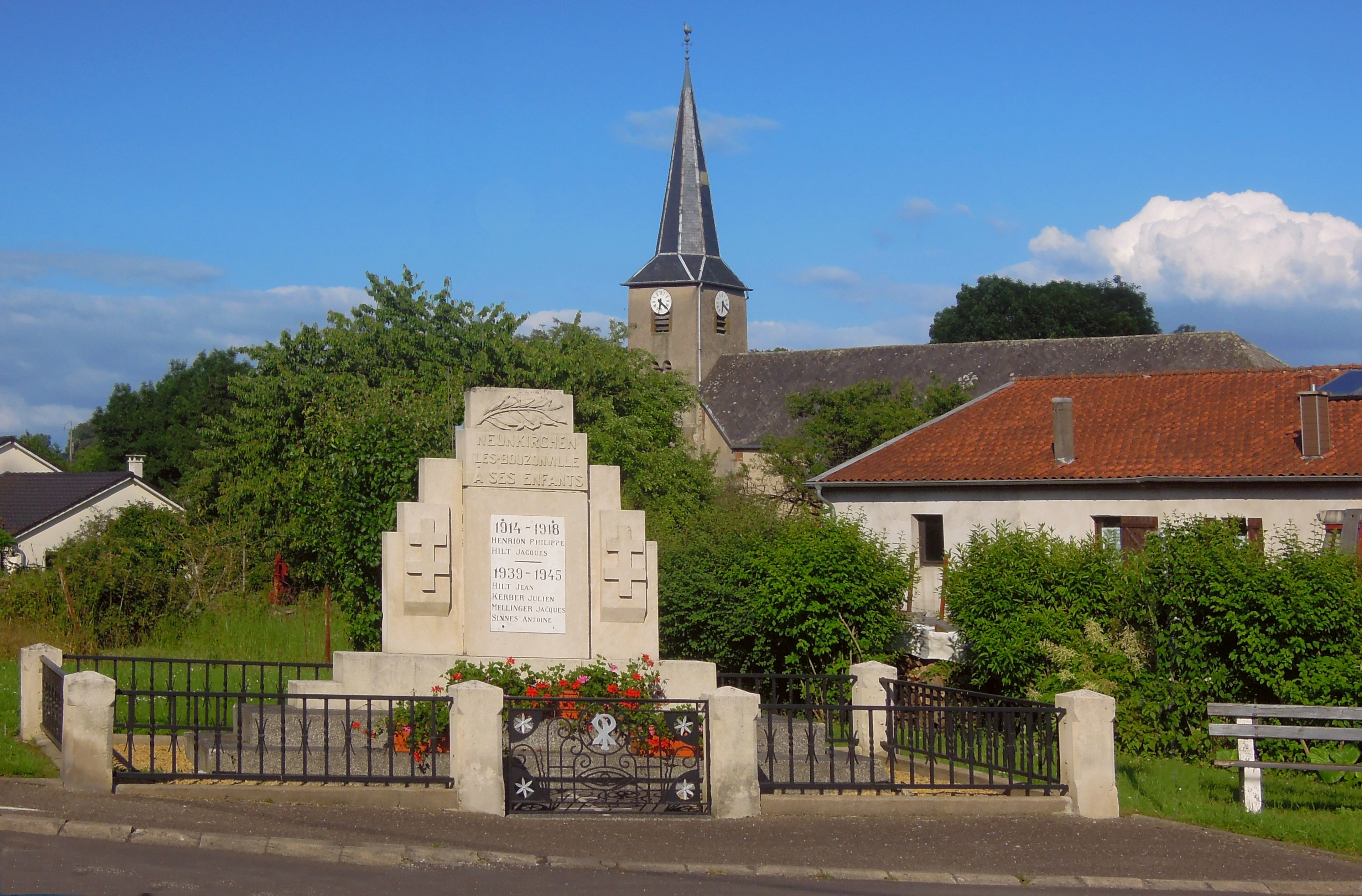
Monument aux morts.

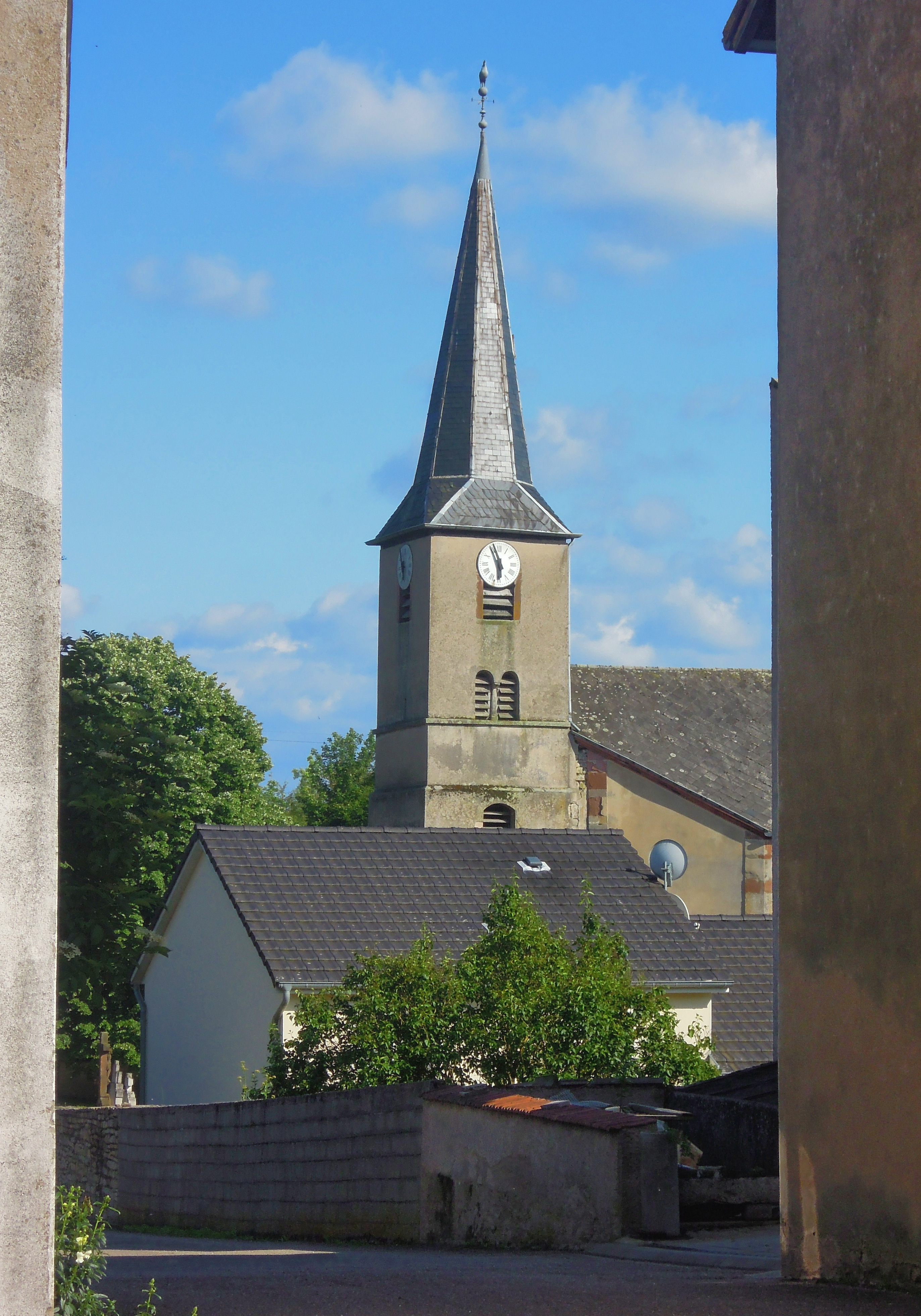
Clocher de l'église.

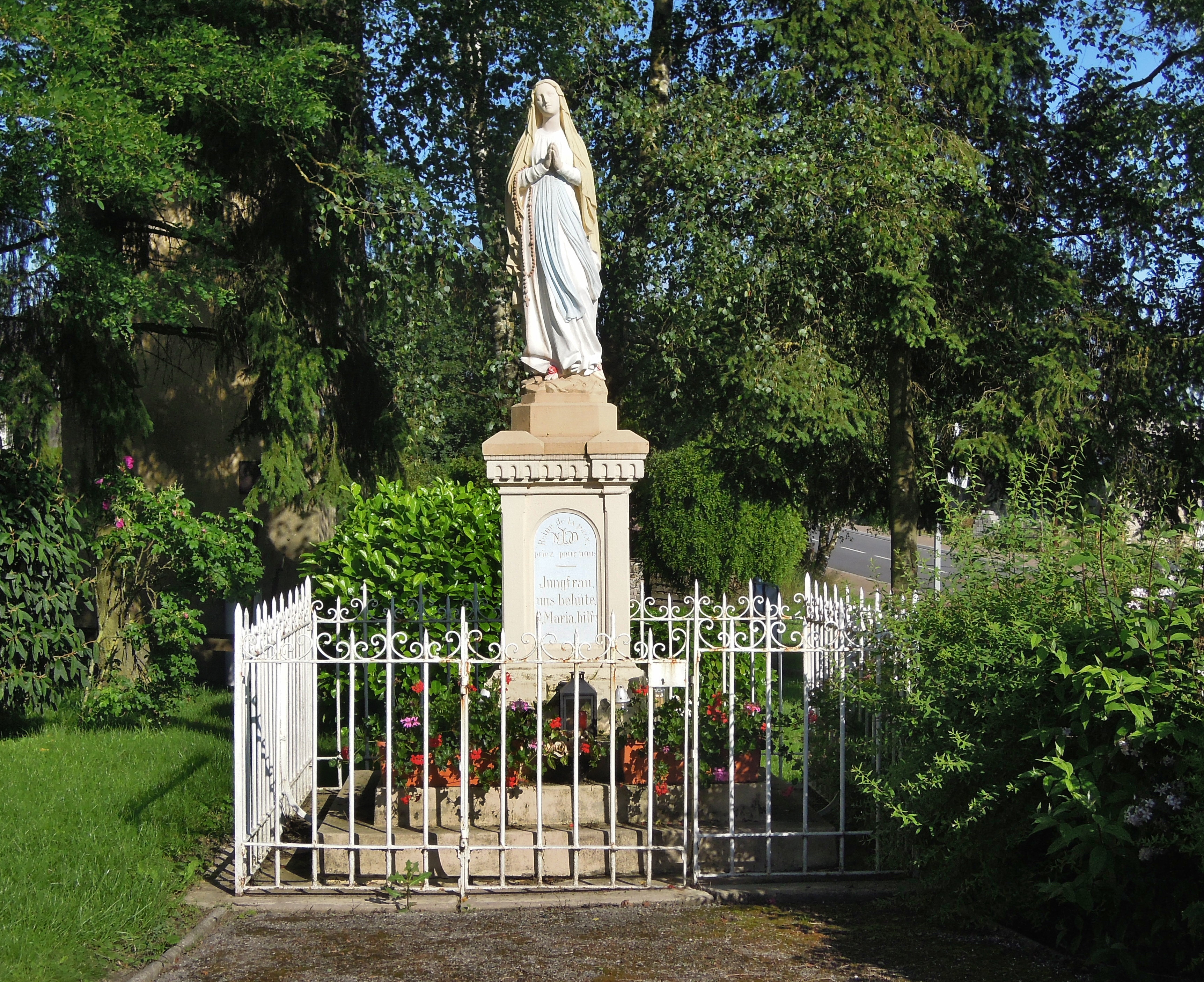
Statue de la Vierge.

### Lieux et monuments
- Maison celtique (Keltenhaus).
- Moulin de Neunkirchen. Fondé en 1859 par Philippe Foncin et Catherine Bach.
- Monument aux morts.

### Édifices religieux
- Église Sainte-Anne 1750 : clocher roman XIIe siècle, porche rocaille 1755, détruite puis reconstruit en 1750 seul le clocher est intact. Autels et statues XVIIIe siècle, toile de sainte Anne XVIIIe siècle.
- Statue de la Vierge.
- Croix 1754.

### Héraldique
| Blason de Neunkirchen-lès-Bouzonville | Blason  | De gueules à l'église d'argent, surmontée d'une coquille du même. |
| Blason de Neunkirchen-lès-Bouzonville | Détails | Le statut officiel du blason reste à déterminer.                  |